# Ratpenat frugívor de Horsfield
El ratpenat frugívor de Horsfield (Cynopterus horsfieldi) és una espècie de ratpenats de la família dels vespertiliònids. Viu a Indonèsia, Malàisia i Tailàndia. Té una gran varietat d'hàbitats naturals, incloent-hi boscos no pertorbats, boscos secundaris, zones agrícoles, parcs suburbans i horts. No hi ha cap amenaça significativa per a la supervivència d'aquesta espècie.